# هانائوکا سیشو
هانائوکا سیشو (به ژاپنی: 華岡 青洲 Hanaoka Seishū)؛ اکتبر ۲۳، ۱۷۶۰ – ۲۱ نوامبر ۱۸۳۵ (سن ۷۵) دانشمند در زمینه پزشکی اهل ژاپن بود.